# Squali Genova
Gli Squali Genova sono stati una squadra di football americano delle città di Genova e di Chiavari (come "Squali Golfo del Tigullio"). La prima partita ufficiale è stata giocata a Lugano, il 5 marzo 1983, contro i Bozart Rams Milano, finita con il risultato di 33 a 0 per i milanesi. Nello stesso anno, nel mese di maggio, viene giocata a Rapallo una partita amichevole contro i Gladiatori Roma, appena entrati in AIFA, finita con il risultato di 8-0 per i genovesi, primo storico successo della formazione ligure.
A luglio del 1983 gli Squali Genova organizzano il III Superbowl AIFA nel Palasport di Genova (Hotel Manin Rhinos vs Effer Warriors Bologna), ad oggi unica partita ufficiale di football americano 11men giocata indoor in Italia.

## Dettaglio stagioni

### Tornei nazionali

#### Campionato

##### Serie A/A1
| Stagione | regular season | regular season | regular season | regular season | regular season | regular season | playoff | playoff | playoff | playoff | playoff | playoff          | playoff       |
|          | Vin            | Par            | Per            | Tot            | PF             | PS             | Vin     | Per     | Tot     | PF      | PS      | risultato        | avversaria    |
| -------- | -------------- | -------------- | -------------- | -------------- | -------------- | -------------- | ------- | ------- | ------- | ------- | ------- | ---------------- | ------------- |
| 1984     | 3              | 0              | 7              | 10             | 70             | 242            | -       | -       | -       | -       | -       | -                | -             |
| 1985     | 3              | 1              | 8              | 12             | 102            | 304            | -       | -       | -       | -       | -       | -                | -             |
| 1986     | 3              | 0              | 7              | 10             | 89             | 256            | 0       | 1       | 1       | 12      | 48      | Ottavi di finale | Doves Bologna |
| 1987     | 2              | 0              | 10             | 12             | 124            | 280            | -       | -       | -       | -       | -       | -                | -             |
| 1988     | 2              | 1              | 9              | 12             | 102            | 320            | -       | -       | -       | -       | -       | -                | -             |
| Totale   | 13             | 2              | 41             | 56             | 487            | 1402           | 0       | 1       | 1       | 12      | 48      |                  |               |

Fonte: Enciclopedia del Football - A cura di Roberto Mezzetti.

##### Serie A2/Silver League/Winter League (secondo livello)
| Stagione | regular season | regular season | regular season | regular season | regular season | regular season | playoff | playoff | playoff | playoff | playoff | playoff          | playoff        |
|          | Vin            | Par            | Per            | Tot            | PF             | PS             | Vin     | Per     | Tot     | PF      | PS      | risultato        | avversaria     |
| -------- | -------------- | -------------- | -------------- | -------------- | -------------- | -------------- | ------- | ------- | ------- | ------- | ------- | ---------------- | -------------- |
| 1993     | 3              | 2              | 3              | 8              | 46             | 64             | -       | -       | -       | -       | -       | -                | -              |
| 1994     | 3              | 1              | 2              | 6              | 75             | 55             | -       | -       | -       | -       | -       | -                | -              |
| 1995     | 2              | 0              | 4              | 6              | 42             | 93             | 0       | 1       | 1       | 0       | 33      | Quarti di finale | Aquile Ferrara |
| 2001     | 0              | 0              | 6              | 6              | 54             | 248            | -       | -       | -       | -       | -       | -                | -              |
| Totale   | 8              | 3              | 11             | 22             | 217            | 460            | 0       | 1       | 1       | 0       | 33      |                  |                |

Fonte: Enciclopedia del Football - A cura di Roberto Mezzetti.

##### Serie B (terzo livello)/NWC (terzo livello)
| Stagione | regular season | regular season | regular season | regular season | regular season | regular season | playoff | playoff | playoff | playoff | playoff | playoff          | playoff                   |
|          | Vin            | Par            | Per            | Tot            | PF             | PS             | Vin     | Per     | Tot     | PF      | PS      | risultato        | avversaria                |
| -------- | -------------- | -------------- | -------------- | -------------- | -------------- | -------------- | ------- | ------- | ------- | ------- | ------- | ---------------- | ------------------------- |
| 1990     | 7              | 1              | 0              | 8              | 214            | 30             | 0       | 1       | 1       | 19      | 20      | Quarti di finale | Apaches Firenze           |
| 1991     | 6              | 0              | 4              | 10             | 222            | 60             | -       | -       | -       | -       | -       | -                | -                         |
| 1992     | 8              | 0              | 0              | 8              | 181            | 21             | 2       | 1       | 3       | 20      | 53      | B Bowl           | Cavalieri Castelli Romani |
| 2002     | 6              | 0              | 2              | 8              | 233            | 185            | 1       | 0       | 1       | 38      | 12      | Campioni         | Centurions Alessandria    |
| Totale   | 6              | 0              | 8              | 14             | 287            | 433            | 3       | 2       | 5       | 77      | 85      |                  |                           |

Fonte: Enciclopedia del Football - A cura di Roberto Mezzetti.

##### North Western Conference (quarto livello)
| Stagione | regular season | regular season | regular season | regular season | regular season | regular season | playoff | playoff | playoff | playoff | playoff | playoff   | playoff    |
|          | Vin            | Par            | Per            | Tot            | PF             | PS             | Vin     | Per     | Tot     | PF      | PS      | risultato | avversaria |
| -------- | -------------- | -------------- | -------------- | -------------- | -------------- | -------------- | ------- | ------- | ------- | ------- | ------- | --------- | ---------- |
| 2003     | 4              | 0              | 4              | 8              | 74             | 129            | -       | -       | -       | -       | -       | -         | -          |
| Totale   | 4              | 0              | 4              | 8              | 74             | 129            | -       | -       | -       | -       | -       |           |            |

Fonte: Enciclopedia del Football - A cura di Roberto Mezzetti.

#### Altri tornei
| Stagione                 | regular season | regular season | regular season | regular season | regular season | regular season | playoff | playoff | playoff | playoff | playoff | playoff   | playoff        |
|                          | Vin            | Par            | Per            | Tot            | PF             | PS             | Vin     | Per     | Tot     | PF      | PS      | risultato | avversaria     |
| ------------------------ | -------------- | -------------- | -------------- | -------------- | -------------- | -------------- | ------- | ------- | ------- | ------- | ------- | --------- | -------------- |
| CCG 1983                 | -              | -              | -              | -              | -              | -              | 1       | 1       | 2       | 36      | 56      | Finale    | 81ers Grosseto |
| CCG 1984                 | -              | -              | -              | -              | -              | -              | 1       | 1       | 2       | 34      | 52      | Finale    | Rhinos Milano  |
| Trofeo Massimo Mora 1993 | -              | -              | -              | -              | -              | -              | ?       | ?       | ?       | ?       | ?       | ?         | ?              |
| Totale                   | -              | -              | -              | -              | -              | -              | 2+?     | 2+?     | 4+?     | 70+?    | 108+?   |           |                |

Fonte: Enciclopedia del Football - A cura di Roberto Mezzetti.

### Tornei giovanili

#### Under-20
| Stagione | regular season | regular season | regular season | regular season | regular season | regular season | playoff | playoff | playoff | playoff | playoff | playoff   | playoff    |
|          | Vin            | Par            | Per            | Tot            | PF             | PS             | Vin     | Per     | Tot     | PF      | PS      | risultato | avversaria |
| -------- | -------------- | -------------- | -------------- | -------------- | -------------- | -------------- | ------- | ------- | ------- | ------- | ------- | --------- | ---------- |
| 1983     | 0              | 0              | 4              | 4              | 6              | 80             | -       | -       | -       | -       | -       | -         | -          |
| 1984     | 0              | 0              | 5              | 5              | 24             | 136            | -       | -       | -       | -       | -       | -         | -          |
| Totale   | 0              | 0              | 9              | 9              | 30             | 216            |         |         |         |         |         |           |            |

Fonte: Enciclopedia del Football - A cura di Roberto Mezzetti

### Riepilogo fasi finali disputate
| Anno | Luogo   | Evento                | Fase del torneo  | Incontro                                              | Risultato    |
| 1983 | Genova  | Coppa Città di Genova | Finale           | Squali Genova - 81ers Grosseto                        | 0 - 28       |
| 1984 | Genova  | Coppa Città di Genova | Finale           | Squali Genova - Rhinos Milano                         | 0 - 52       |
| 1986 | Bologna | Superbowl             | Ottavi di finale | Doves Bologna - Squali Genova                         | 48 - 12      |
| 1990 | Lavagna | Serie B               | Quarti di finale | Squali Golfo del Tigullio - Apaches Firenze           | 19 - 20 o.t. |
| 1992 | Ariccia | B Bowl                | Finale           | Cavalieri Castelli Romani - Squali Golfo del Tigullio | 40 - 0       |
| 1995 | Ferrara | Silverbowl            | Quarti di finale | Aquile Ferrara - Squali Golfo del Tigullio            | 33 - 0       |
| 2002 | Solero  | NWC Bowl              | Finale           | Centurions Alessandria - Squali Genova                | 12 - 38      |

## Gli Albatros Sestri Levante
Nel 1987 nacquero a Sestri Levante gli Albatros, che disputarono alcuni campionati di serie B e C senza mai ottenere risultati di rilievo. Con la scomparsa dei primi Squali Genova, rilevarono nel 1989 il nome "Squali" e lo stemma (pur mantenendo i propri colori grigio-verde), dando così origine agli Squali Golfo del Tigullio, compagine che militò fra il secondo e il terzo livello del campionato fino al 1995, ottenendo anche alcune apparizioni ai playoff.

### Dettaglio stagioni

#### Serie C/Serie B (terzo livello)
| Stagione | regular season | regular season | regular season | regular season | regular season | regular season | playoff | playoff | playoff | playoff | playoff | playoff   | playoff    |
|          | Vin            | Par            | Per            | Tot            | PF             | PS             | Vin     | Per     | Tot     | PF      | PS      | risultato | avversaria |
| -------- | -------------- | -------------- | -------------- | -------------- | -------------- | -------------- | ------- | ------- | ------- | ------- | ------- | --------- | ---------- |
| 1987     | 0              | 0              | 5              | 5              | 23             | 104            | -       | -       | -       | -       | -       | -         |            |
| 1988     | 2              | 1              | 5              | 8              | 44             | 177            | -       | -       | -       | -       | -       | -         | -          |
| 1989     | 2              | 0              | 6              | 8              | 87             | 123            | -       | -       | -       | -       | -       | -         | -          |
| Totale   | 4              | 1              | 16             | 21             | 154            | 404            |         |         |         |         |         |           |            |

Fonte: Enciclopedia del Football - A cura di Roberto Mezzetti.
1. ↑  Nel campionato maggiore